# Guaiana
La Guaiana o les Guaianes són una regió geogràfica del nord-est de l'Amèrica del Sud.

Mapa de les Guaianes

Actualment i del punt de vista administratiu, la regió està dividida en els següents tres territoris:
- La Guaiana Francesa, una regió francesa d'ultramar.
- La Guyana, antiga Guaiana Britànica.
- El Surinam, fins al 1814 part de l'antiga Guaiana Holandesa, conjuntament amb Berbice, Essequibo, i Demerara.

Hom considera que també és part de la regió: 
- La Guaiana Essequiba al sud-est de Veneçuela.

Històricament, també havia estat inclosa a l'àrea una altra zona adjacent:
- La Guaiana portuguesa (Estat d'Amapá), el nord-oest del Brasil, originalment part de l'Imperi Portuguès.